# Хёйге, Люк
Люк Хёйге (нидерл. Luc Huyghe, р. 21 ноября 1960) — бельгийский футбольный арбитр.
Начинал карьеру вратарем, но в 18-летнем возрасте получил травму и переквалифицировался в судьи. Судил в национальном первенстве, с 1 января 1996 — международные клубные соревнования, в 1998—2002 матчи сборных, в том числе 2 квалификационных к чемпионату Европы (Норвегия — Грузия и Азербайджан — Уэльс).
В 2002 году Хёйге на пике своей карьеры ушёл на покой. Живёт в Оостньевкерке, Западная Фландрия. Работает менеджером семейной компании «Хёйге-Хуро», занимающейся непромокаемым асфальтовым покрытием для крыш.
Считался судьёй № 3 в Бельгии после Франка де-Блекере и Паула Аллартса.